# Botka

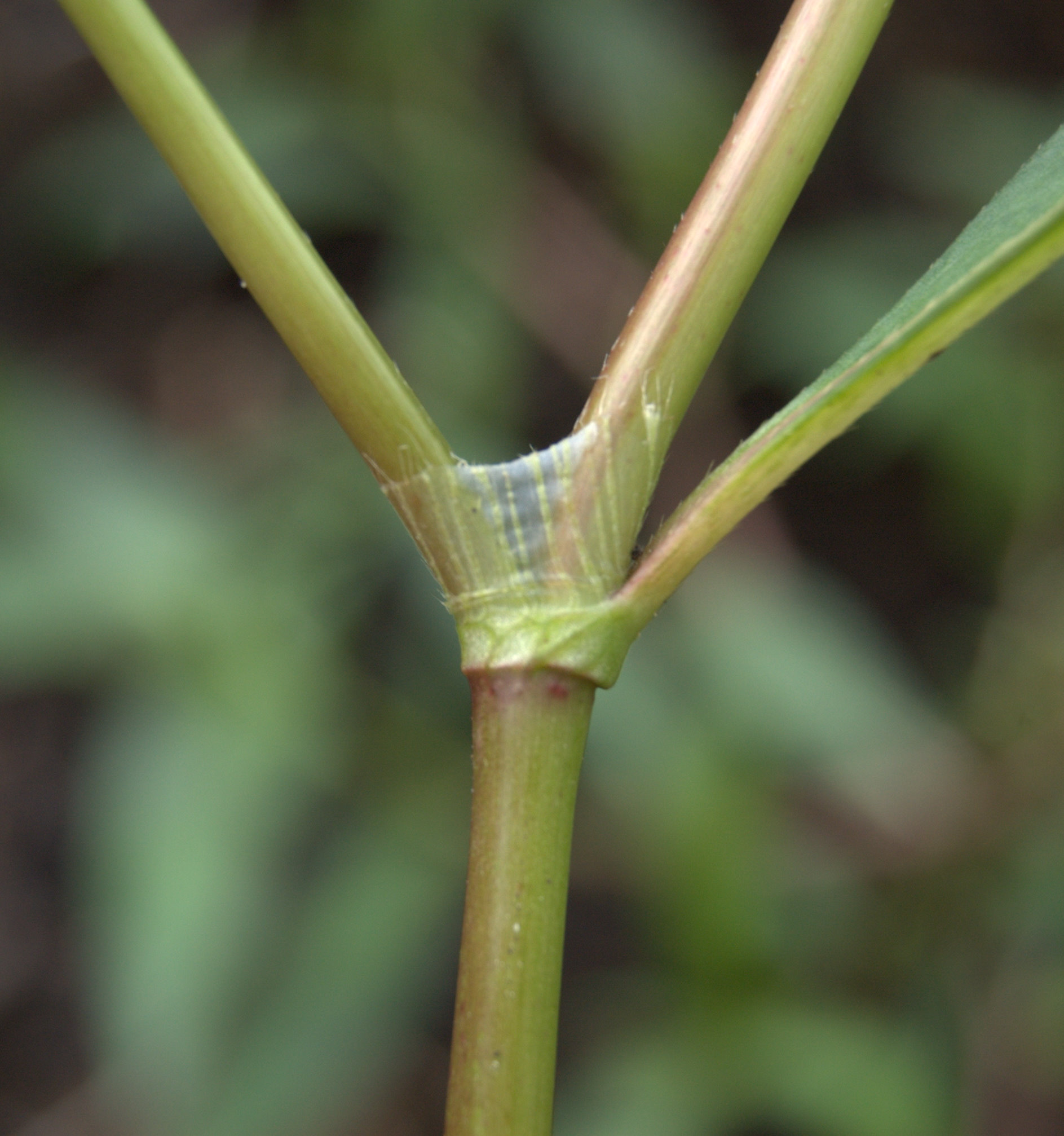
Blanitá botka - častý útvar

Botka (ochrea) je útvar vzniklý srostem dvou axiálních palistů vyrostlých u báze řapíku listu. Mívá válcovitý nebo kuželovitý tvar a obepíná stonek nad uzlinou z níž vyrůstají listy. Botka může být blanitá, téměř průsvitná, s tmavšími čárkami, či bývá různě zabarvená. Někdy má strukturu podobnou listu. Mnohdy je zcela hladká, někdy bývá na okraji krátce brvitá.
Je charakteristickým znakem u čeledě rdesnovitých rostlin, její tvar je mnohdy vodítkem pro určení druhu. U některých brzy usychá a opadavá, u jiných vytrvává poměrně dlouho.
Botku mají také palmy (čeleď arekovité). Tam za juvenality listu mívá trubkovitý tvar rozličné délky, v jeho dospělosti se však většinou po jedné straně rozdělí nebo zcela rozvlákní a usychá. Jsou druhy u kterých botka opadá téměř bez zanechání stop na kmeni, u jiných jsou naopak její uschlé části dobře patrné.

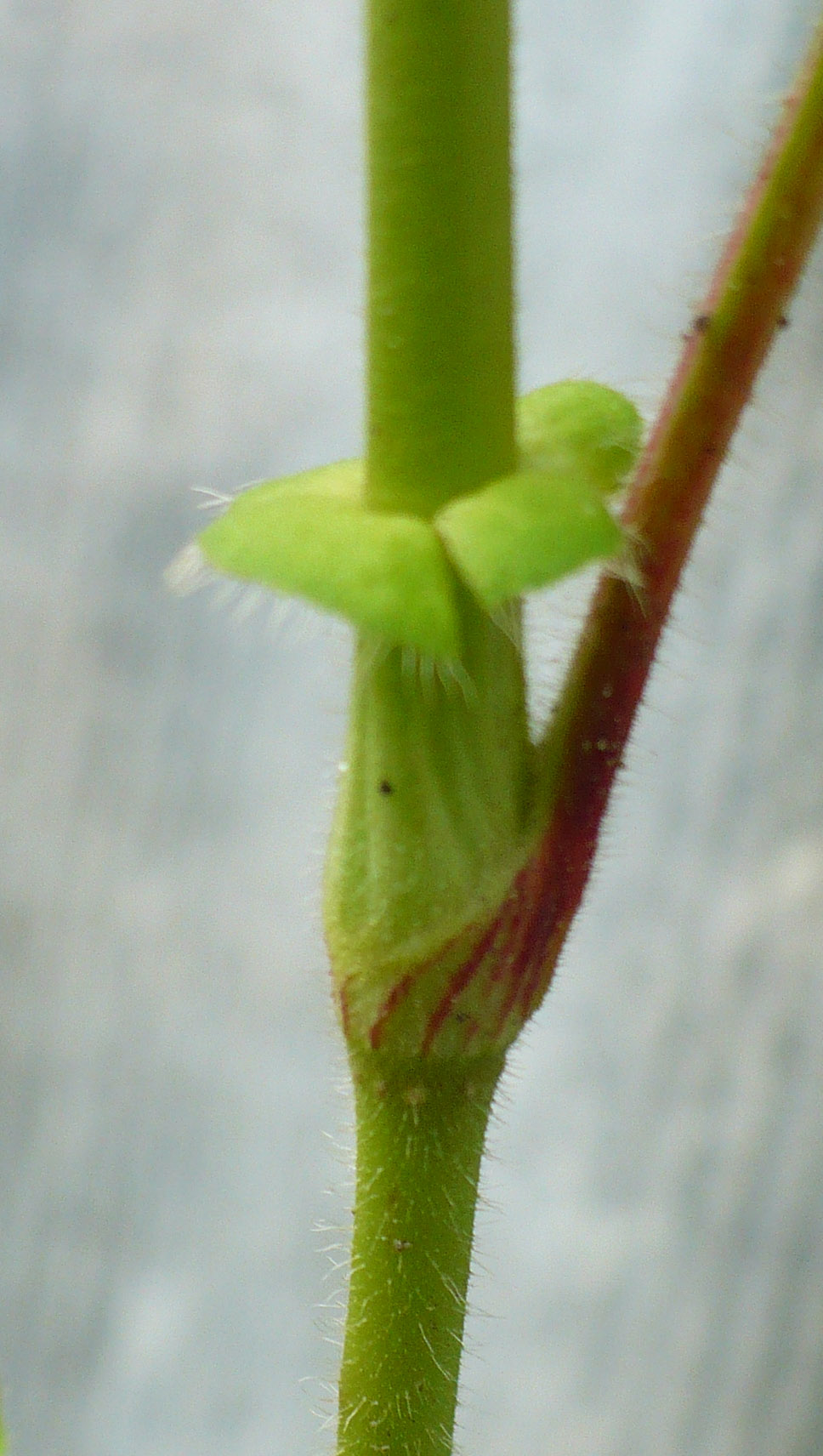
Obrvená botka
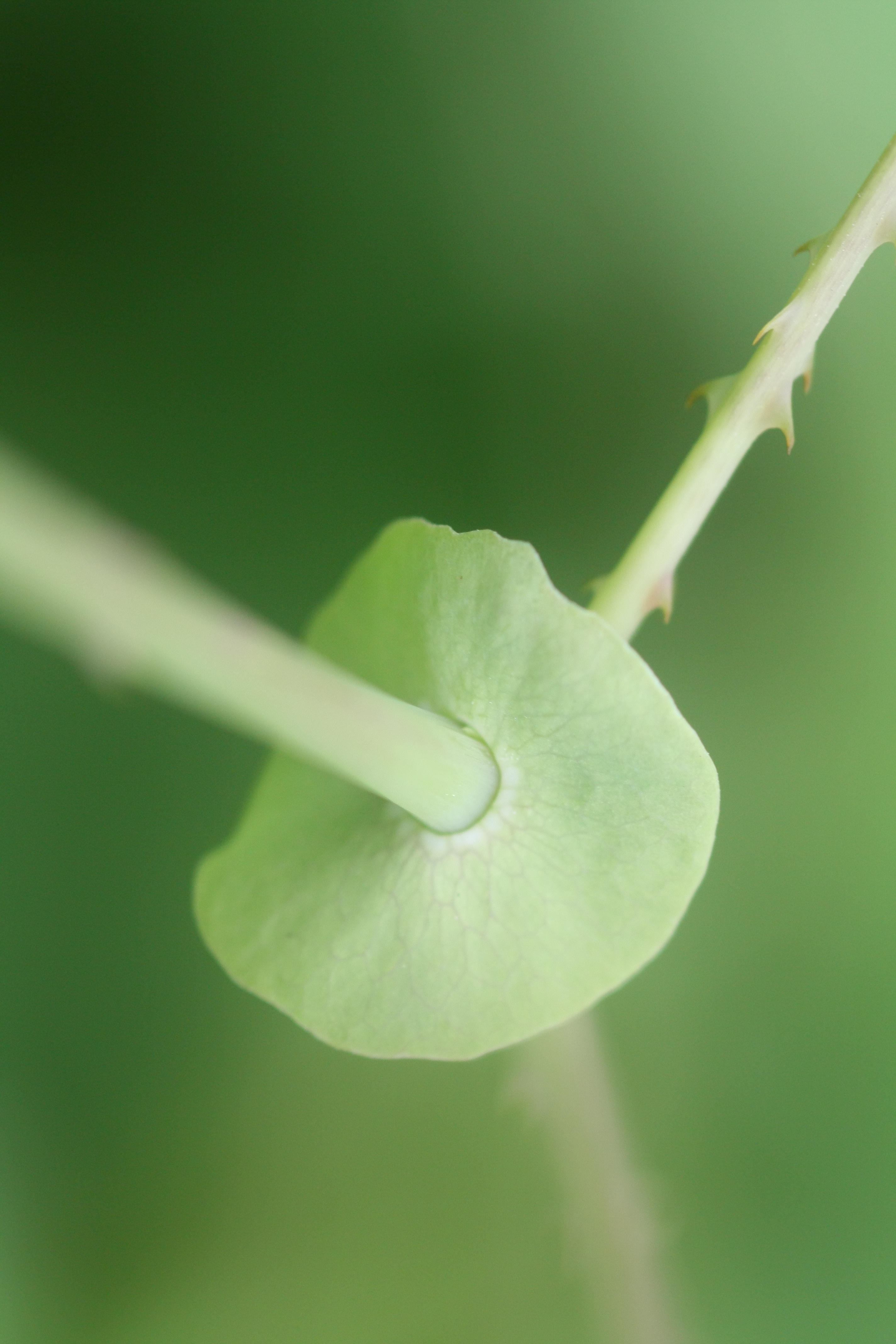
Neuzavřená botka
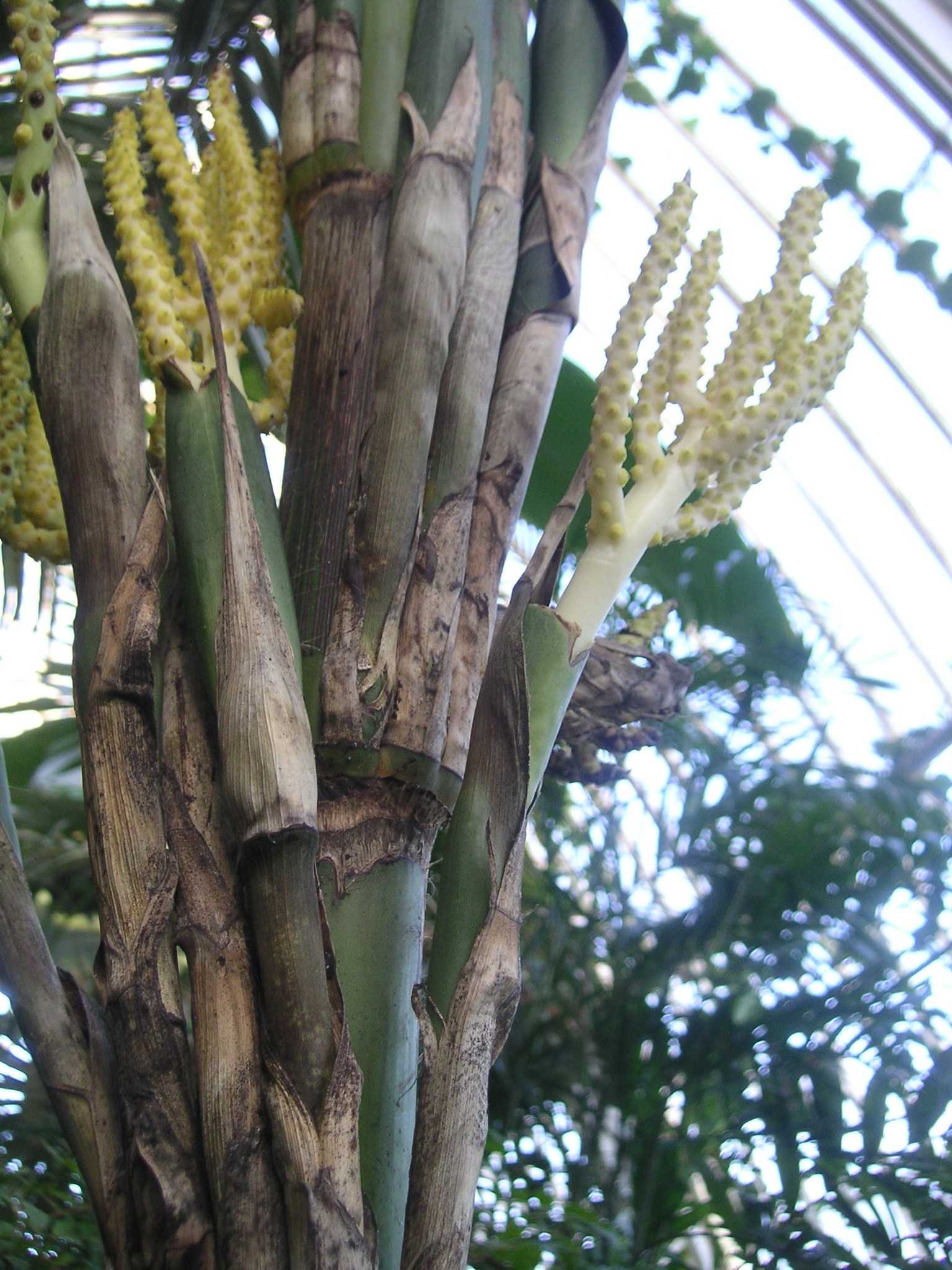
Usychající botky okolo listů palmy
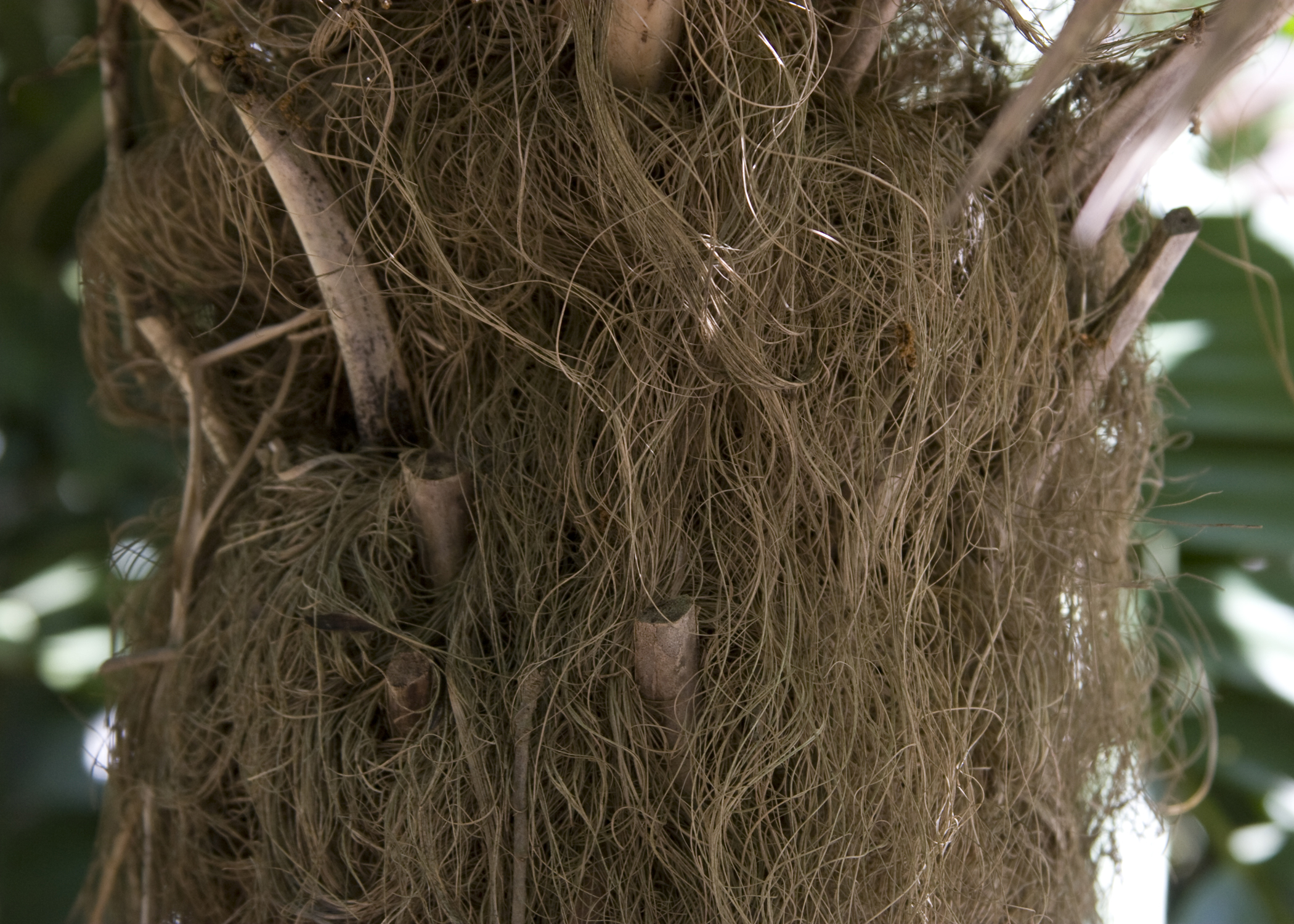
Zbytky po listech a roztřepených botkách na kmeni